# Toudoun Aggoua
Toudoun Aggoua (auch: Toudou Agoua, Toudoum Agoua, Toudoun Agoua, Toudoun Agouwa, Toudoun Kagoua) ist ein Dorf in der Landgemeinde Tirmini in Niger.

## Geographie

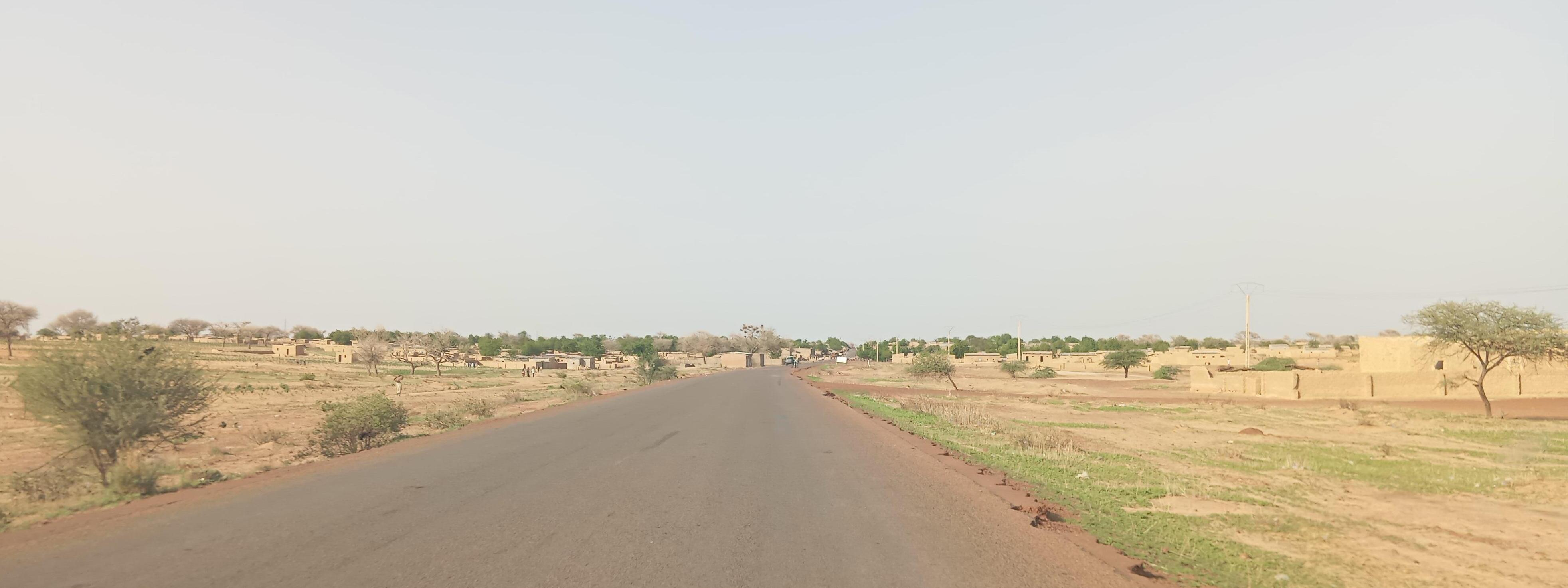
Ortsansicht von Toudoun Aggoua (2024)

Das von einem traditionellen Ortsvorsteher (chef traditionnel) geleitete Dorf befindet sich rund elf Kilometer westlich des Hauptorts Tirmini der gleichnamigen Landgemeinde, die zum Departement Takeita in der Region Zinder gehört. Zu weiteren Siedlungen in der Umgebung von Toudoun Aggoua zählen Daratchama und Baboul Haoussa im Südwesten.
Es herrscht das Klima der Sahelzone vor, mit einer durchschnittlichen jährlichen Niederschlagsmenge zwischen 300 und 400 mm.

## Geschichte
Infolge starker Regenfälle stürzte in der Nacht von 3. auf 4. September 2022 ein Haus im Dorf ein. Dabei starben drei Kinder, weitere sieben Menschen wurden verletzt.

## Bevölkerung
Bei der Volkszählung 2012 hatte Toudoun Aggoua 3294 Einwohner, die in 527 Haushalten lebten. Bei der Volkszählung 2001 betrug die Einwohnerzahl 2717 in 465 Haushalten und bei der Volkszählung 1988 belief sich die Einwohnerzahl auf 1756 in 267 Haushalten.
Die Bevölkerungsdichte in diesem Gebiet ist mit über 100 Einwohnern je Quadratkilometer hoch.

## Wirtschaft und Infrastruktur

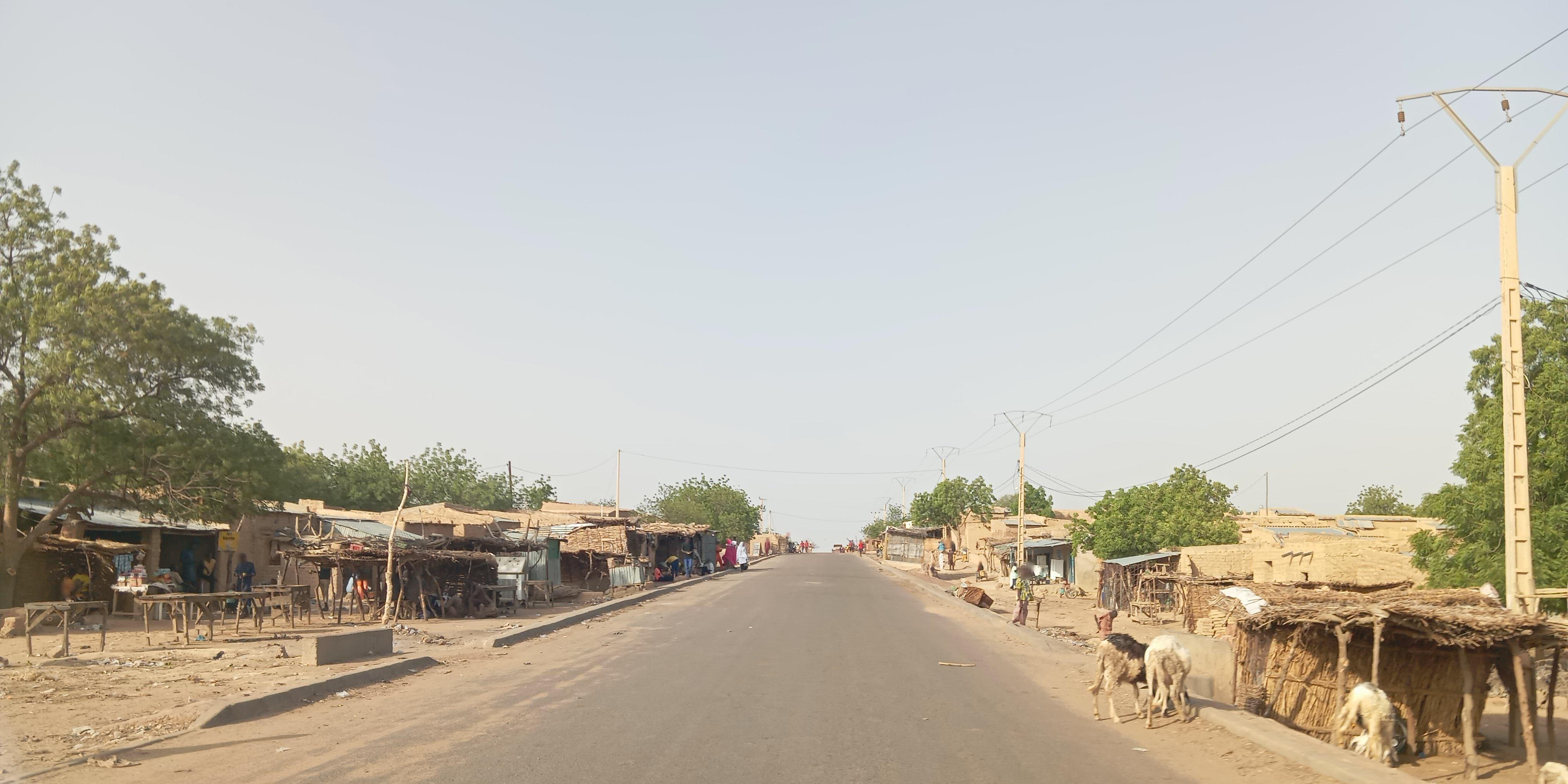
Nationalstraße 1 in Toudoun Aggoua (2024)

In Toudoun Aggoua wird ein Wochenmarkt abgehalten. Das Gebiet der Ebenen im Süden der Region Zinder, in dem die Siedlung liegt, ist von einer anhaltenden Degradation der ackerbaulichen Flächen gekennzeichnet, die mit der hohen Bevölkerungsdichte in Zusammenhang steht. In Toudoun Aggoua wird Saatgut für Augenbohnen, Hirse, Mais und Sorghum produziert. Mit einem Centre de Santé Intégré (CSI) ist ein Gesundheitszentrum im Ort vorhanden. Die asphaltierte Nationalstraße 1, die längste Fernstraße Nigers, führt durch Toudoun Aggoua.